# Шеннон Персер
Шеннон Персер (нар. 27 червня 1997) — американська актриса. Вона дебютувала як акторка в ролі Барб у серіалі Netflix «Дивні дива» (2016—2022), за який була номінована на премію «Еммі» за найкращу запрошену актрису в драматичному серіалі. Вона також зображує повторювану роль Етель Маггс у підлітковому драматичному серіалі CW «Рівердейл» (2017—2023).

## Раннє життя
Шеннон Персер народилася 27 червня 1997 року в Атланті, штат Джорджія. У 2016 році Персер навчався в Університеті штату Кеннесо. Раніше вона працювала в кінотеатрі в своєму рідному місті Розуелл, штат Джорджія, але покинула його, щоб зосередитися на акторській майстерності.

## Кар'єра
Персер дебютувала як акторка в науково-фантастичному драматичному серіалі Netflix «Дивні дива». Вона зобразила героїню Барбару Голланд, розумну і відверту дівчину, яка є найкращою подругою Ненсі Вілер (Наталія Даєр). Незважаючи на те, що вона була лише другорядною персонажкою, кілька видань назвали Барб однією зі своїх улюблених персонажів. Ця роль принесла Персер міжнародну популярність, і принесла їй номінацію на премію «Еммі» в номінації «Найкраща запрошена актриса в драматичному серіалі».

## Особисте життя
Шеннон Персер — художниця-аматорка і музикантка. Вона говорила про життя з ОКР і регулярно виступає за психічне здоров'я та усвідомлення тривожності. 18 квітня 2017 року Персер зробила камінг-аут як бісексуалка у своєму пості в Twitter.

## Фільмографія

### Фільми
| Рік  | Назва                     | Роль            | Нотатки        |
| ---- | ------------------------- | --------------- | -------------- |
| 2017 | Бійся своїх бажань        | Джун Акоста     |                |
| 2018 | Life of the Party         | Конні           | видалена сцена |
| 2018 | Sierra Burgess Is a Loser | Сьєрра-Берджесс |                |

### Телебачення
| Рік       | Назва       | Роль                | Нотатки                            |
| --------- | ----------- | ------------------- | ---------------------------------- |
| 2016-2022 | Дивні дива  | Барбара Голланд     | кілька епізодів 1 сезону           |
| 2017-2023 | Рівердейл   | Етель Маггс         | 25 епізодів                        |
| 2018      | Rise        | Annabelle Bowman    | 10 епізодів                        |
| 2018–2019 | Final Space | Шеннон Грім (голос) | 4 епізоди                          |
| 2020      | Кімната 104 | Меган               | Епізод: «Туристи»                  |
| 2020      | Equal       | Дель Мартін         | Документальний серіал, 1 епізод    |
| 2022      | Перша леді  | Пег                 | Епізод: «Будь ласка, дозволь мені» |

## Нагороди
| Рік  | Нагорода              | Номінація                                   | Твір            | Результат | Пр.   |
| ---- | --------------------- | ------------------------------------------- | --------------- | --------- | ----- |
| 2017 | Primetime Emmy Awards | Outstanding Guest Actress in a Drama Series | Stranger Things | Номінація | [ 1 ] |